# ثرومبوبويتين
الثرومبوبويتين (بالإنجليزية: Thrombopoietin ومختصرها THPO)‏ أو عامل نمو وتطوير الخلية النوّاء (بالإنجليزية: megakaryocyte growth and development factor  ومختصرها MGDF)‏ هو بروتين موجود عند الإنسان ومشفر بالمورثة THPO.
الثرومبوبويتين هرمون بروتين سكري ينتجه الكبد والكلية وينظم إنتاج الصفيحات الدموية. يقوم بتحفيز إنتاج وتمايز الخلايا النواء الموجودة في نخاع العظم والتي تمثل الخلايا الأولية لإنتاج الصفيحات الدموية.
إن عملية تكون النواءات تمثل العملية الخلوية التي تؤدي إلى إنتاج الصفيحات الدموية.

## الاستعمال الطبي
رغم الدراسات العديدة، فلم تتمكن الدراسات من الحصول على ثرومبوبويتين فعال علاجيا. لذلك فمن الناحية النظرية، يتم الحصول على الصفيحات عن طريق التبرع، أو انتظار عودة عدد الصفيحات الدموية إلى مستواها الطبيعي بعد كب النقي بواسطة العلاج الكيمياوي.
وقد أوقفت التجارب التي أجريت على أشكال مأشوبة من عامل نمو وتطوير الخلية النوّاء بسبب تكون أضداد ذاتية مناعية للثرومبوبويتين الموجود داخل الجسم. تستعمل أدوية مثل إلترومبوباغ وروميبلوستيم في علاج قلة الصفيحات لأنها تنشط السبيل نفسه لكنها ذات تركيب مختلف.

## طالع أيضًا
- مستقبل الثرومبوبويتين